# Operação Quatro Mãos
Operação Quatro Mãos é uma operação da Polícia Federal do Brasil deflagrada em 6 de julho de 2016, que prendeu em flagrante um integrante do Conselho Administrativo de Recursos Fiscais (Carf).
O nome da operação é baseado na proposta inicial feita pelo conselheiro à representante da instituição financeira para que a elaboração do voto fosse feita a “quatro mãos”.
A ação se deu a partir de denúncia do Banco Itaú no momento em que o conselheiro João Carlos de Figueiredo Neto solicitou vantagens para proferir decisão favorável e influenciar em julgamento de processo administrativo no âmbito do Carf. O Itaú denunciou pedido de propina de R$ 1,5 milhão em troca de decisão favorável.

## Carf
Em 7 de julho de 2016, O Carf disse em nota que lamenta o ocorrido e que está à disposição dos órgãos de investigação para prestar os esclarecimentos necessários. “[O Carf passa por] amplo processo de reestruturação visando a fortalecer a governança do órgão e vem adotando medidas para corrigir as vulnerabilidades apontadas pela Operação Zelotes”. No texto, o conselho reafirma o compromisso com a defesa da ética e da integridade institucional e diz que aguarda ser oficialmente notificado dos fatos investigados para analisar os impactos e as medidas a serem adotadas, inclusive as correicionais previstas no regimento interno.